# Pfaffenhausen (Schwaben)
Pfaffenhausen település Németországban, azon belül Bajorországban. Lakosainak száma 2736 fő (2023. december 31.).

## Népesség
A település népessége az elmúlt években az alábbi módon változott:
| Lakosok száma | 734  | 1653 | 1483 | 1997 | 2434 | 2486 | 2496 | 2482 | 2645 | 2736 |
|               | 1875 | 1950 | 1975 | 1987 | 2012 | 2014 | 2016 | 2017 | 2021 | 2023 |